# Kamennogorsk
Kamennogórsk (en ruso: Каменного́рск, finés: Antrea, sueco: S:t Andree), conocida como Antrea (Антреа) antes de 1948, es una ciudad del óblast de Leningrado, en Rusia. Está localizada en el istmo de Carelia, a orillas del río Vuoksa (cuenca del lago Ladoga), a 170 km al noroeste de San Petersburgo. Población: 5931 (2010).
Entre los siglos XIV-XVII Antrea fue uno de los principales centros administrativos de los asentamientos carelios al norte del río Vuoksa. El nombre viene de la comunidad luterana fundada en el siglo XVII y de la iglesia de San Andrés. Antes de 1939 Antrea pertenecía al volost del mismo nombre de la Provincia de Viipuri, Finlandia. Fue renombrada en 1948 como Granitni (granítico), luego como Pervomaisk (primero de mayo) y finalmente como Kamennogórsk (montaña rocosa).

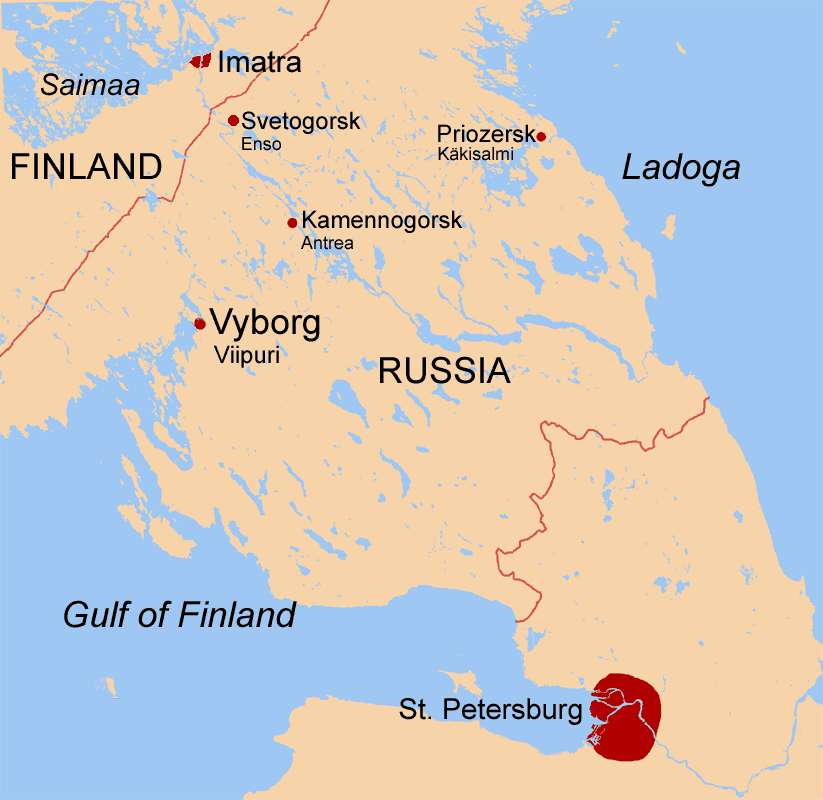
Mapa del istmo de Carelia en el que aparece Kamennogorsk

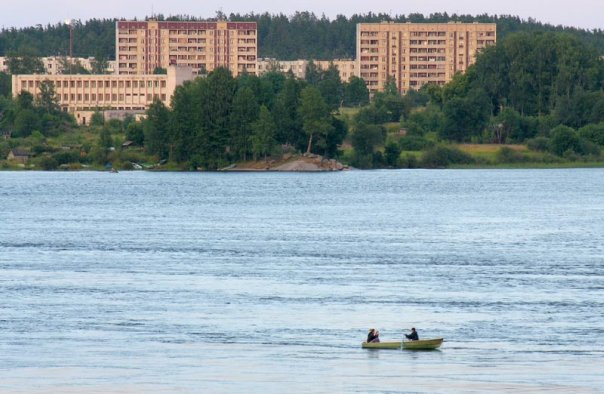
Vista de la ciudad y el río Vuoksa

A principios del siglo XX, bajo una capa de turba, fue descubierto un antiguo asentamiento de hombres de la Edad de Piedra. En el lugar se encontraron implementos de madera y sílex, instrumentos pulidos de pizarra, remanentes de una red de fibras de ortiga, 16 flotas de pesca, 31 lastres de piedra, una daga de hueso largo, restos de redes con una longitud de 27 metros y una anchura de hasta 3 m. 
Una gran cantera para la extracción de granito gris está situada en Kamennogórsk. La ciudad también cuenta con una fábrica de impresión ófset, que antes de la Guerra fue usada para producir azúcar de remolacha.